# جو يو ري
جو يو ري (بالكورية: 조유리) هي مغنية وممثلة كورية جنوبية. ولدت يوم 22 أكتوبر 2001 في بوسان في كوريا الجنوبية.

## اعمالها

### مسلسلات ويب
| عام        | عنوان                 | الدور                   | ملاحظة                  | الشبكة    | Ref.        |
| ---------- | --------------------- | ----------------------- | ----------------------- | --------- | ----------- |
| 2022       | تقليد                 | اوه رو-سي               |                         | بلاي ايست | [ 5 ]       |
| 2022       | اعمل لاحقا، اشرب الآن | سي اون                  | الموسم الثاني؛ ظهور خاص | تيفينج    | [ 6 ]       |
| 2024       | لعبة الحبار           | كيم جون هي (اللاعب 222) | الموسم 2-3              | نتفليكس   | [ 7 ] [ 8 ] |
| يحدد لاحقا | متنوع                 |                         |                         |           | [ 9 ]       |

## روابط خارجية
- جو يو-ري على موقع IMDb (الإنجليزية)
- جو يو-ري على موقع ألو سيني (الفرنسية)
- جو يو-ري على موقع ميوزك برينز (الإنجليزية)
- جو يو-ري على موقع أول موفي (الإنجليزية)
- جو يو-ري على موقع أول ميوزيك (الإنجليزية)
- جو يو-ري على موقع ديسكوغز (الإنجليزية)
- جو يو-ري على موقع قاعدة بيانات الفيلم (الإنجليزية)
- جو يو-ري على موقع ليتربوكسد (الإنجليزية)